# Hamber provinspark
Hamber provinspark är en provinspark i British Columbia, Kanada, belägen vid gränsen till Alberta, omgiven på tre sidor av Jasper nationalpark. Parken har fått sitt namn efter Eric W. Hamber, viceguvernör i British Columbia mellan 1936 och 1941.

## Ett världsarv
Parken blev ett världsarv1984 tillsammans med de andra nationalparker och provinsparker som utgör Parker i kanadensiska Klippiga bergen, för bergslandskapet med bergstoppar, glaciärer, sjöar, vattenfall, kanjoner och sandstensgrottor såväl som fossiler som hittas här.

## Natur
Området omkring Fortress Lake är täckt av gran och balsamgran och har en tung undervegetationen av falska azalea och rhododendron

## Läge
Eftersom Hamder provinspark är ett avlägset vildmarksområde, är enda sättet att ta sig dit genom att vandring eller skidåkning. Från parken vid Sunwapta Falls parkeringsplats i Jasper nationalpark finns en 22 km vandringsled till Fortress Lake. Dr närmaste samhällena till parken är Valemount, British Columbia och Jasper, Alberta.

## Storlek
Parken har en area på 240 km².